# Möbius-szalag

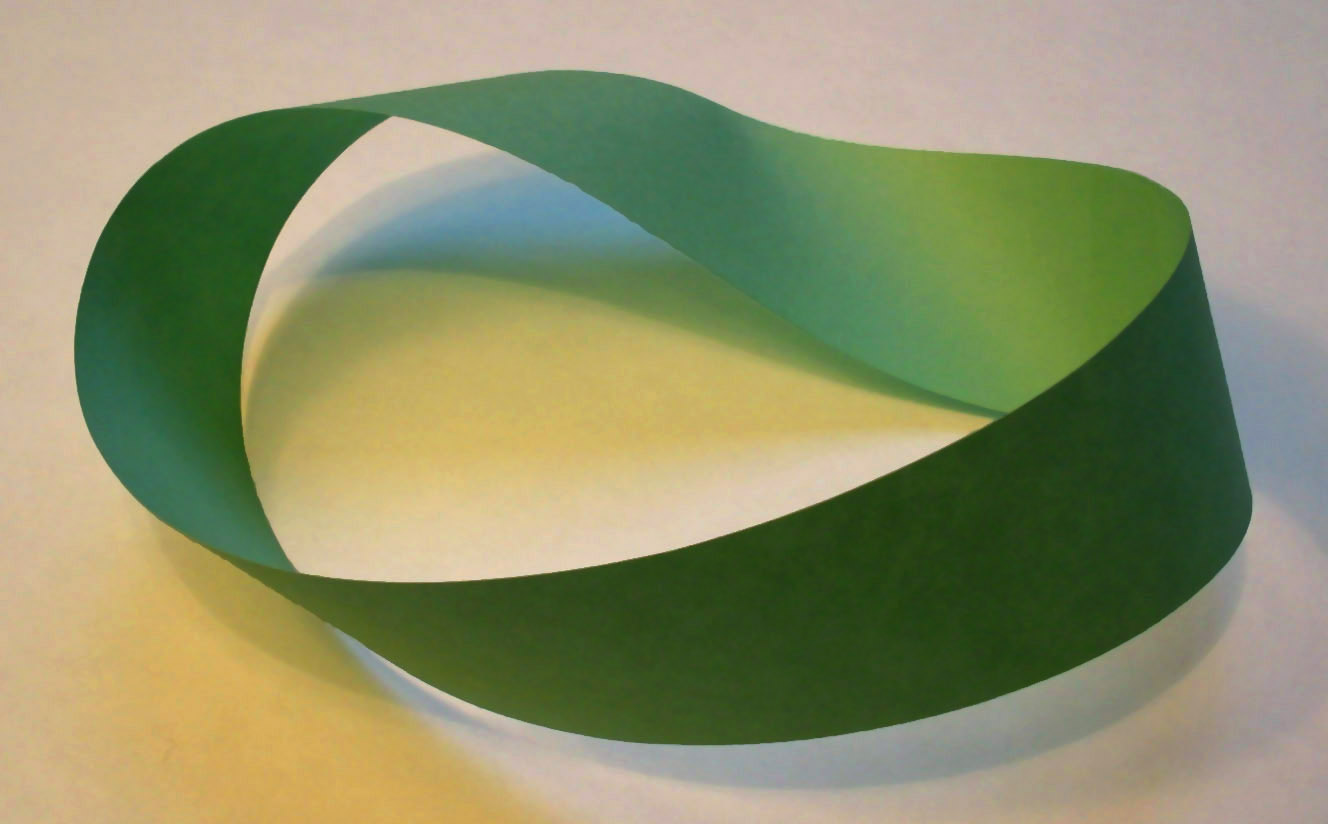
Papírból készült Möbius-szalag

A Möbius-szalag kétdimenziós felület, aminek különlegessége, hogy csak egyetlen oldala és egyetlen éle van. Felfedezője August Ferdinand Möbius (1790–1868) német matematikus és csillagász.

## Elkészítése
A szalagot könnyen elkészíthetjük egy papírcsíkból, ha végeit összeragasztjuk úgy, hogy az egyiket 180°-kal elfordítjuk. Az egyoldalúságról úgy győződhetünk meg, ha egy ceruzával hosszirányban a közepén csíkot húzunk, visszajutunk oda, ahonnan elindultunk, bejárva az eredeti fizikai szalag mindkét oldalát. További érdekesség, hogy ha kettévágjuk az imént említett vonal mentén, egy, az eredeti szalagnál kétszer hosszabb (fele olyan széles), immár kétoldalú felületet kapunk. Ha még egyszer hasonló módon körbevágjuk, akkor két egymásba fonódó szalag lesz az eredmény.
Ha három részre vágjuk, akkor két egymásba fonódó szalagot kapunk: az egyik újra Möbius-szalag, a másik egy kétszer olyan hosszú szalag, ami kétszer csavart.
A hasonlóan páratlan számszor csavart szalagok darabolása hasonló érdekes eredményt ad. Például a háromszor 180 fokosan csavarodó szalag kettévágásával lóherecsomót kapunk. A végeredményként kapott csavarodások száma kiszámítható a következő egyenletből: 2N + 2 = M, ahol N a csavarodások eredeti száma, és M a csavarodások kapott száma. A Möbius-szalaghoz hasonlóan a páratlan számszor csavart szalagoknak egy élük és egy oldaluk van. A páros számszor csavartak ellenben két oldalúak és két élűek.

## A Möbius-szalag paraméteres képletei
Alább Möbius-szalaggal homeomorf felületek paraméterezését adjuk meg.
Descartes-féle koordináta-rendszerben:
{\displaystyle x(u,v)=\textstyle \left(1+{\frac {1}{2}}v\cos {\frac {1}{2}}u\right)\cos u}
{\displaystyle y(u,v)=\textstyle \left(1+{\frac {1}{2}}v\cos {\frac {1}{2}}u\right)\sin u}
{\displaystyle z(u,v)=\textstyle {\frac {1}{2}}v\sin {\frac {1}{2}}u}
ahol 0 ≤ u < 2π és ‒1 ≤ v ≤ 1. Ez egy 1 szélességű, origó középpontú szalag, aminek egységsugarú alapköre az xy síkban fekszik.
Hengerkoordinátákban {\displaystyle (r,\;\vartheta ,\;z)} az él nélküli Möbius-szalag a következőképpen paraméterezhető:
{\displaystyle \textstyle \log(r)\sin \left({\frac {1}{2}}\vartheta \right)=z\cos \left({\frac {1}{2}}\vartheta \right)}.

## A topológiában

Möbius-szalag készítése téglalapból

Topológiailag a Möbius-szalag egy olyan [0,1] × [0,1] négyzet, aminek az oldalait a (x, 0) ~ (1 ‒ x, 1) ahol 0 ≤ x ≤ 1, reláció szerint azonosítjuk.
A Möbius-szalag kétdimenziós kompakt sokaság (felület, aminek határa van). A nem irányítható felületek standard példája.
A komputergrafikában vagy a modellezésben így is lehet Möbius-szalagot konstruálni:
- Végy egy téglalap alakú szalagot
- Forgasd meg egy olyan pont körül, ami nincs vele egy síkban
- Minden egyes lépésben forgasd meg a körül a vele egysíkú egyenes körül, ami kettévágja a szalagot, és merőleges az alapkör sugarára
- Ha így megtettél egy teljes fordulatot, akkor a téglalap egy Möbius-szalagot súrolt végig

A Möbius-szalag darabolásának szemléltetése:
- Kettévágva a szalagot egy teljes fordulatot megtevő szalagot kapunk
- Ezt újra kettévágva két, egymásba fonódó, teljes fordulatot tevő szalagot kapunk

## Rokon objektumok
Egy hasonlóan furcsa objektum a Klein-palack. Ez megkapható két Möbius-szalagból a két szalag éleinek azonosításával. A Klein-palack nem ágyazható be a háromdimenziós euklideszi térbe önátmetszés nélkül.
Egy másik rokon objektum a valós projektív sík. Ha a valós projektív síkból kivágunk egy körlapot, akkor Möbius-szalagot kapunk.
Megfordítva, ha egy Möbius-szalag határát azonosítjuk egy körlap határával, akkor valós projektív síkot kapunk. Ennek szemléltetéséhez a szalag határát körvonallá kell alakítani. A valós projektív sík szintén nem ágyazható be a háromdimenziós euklideszi térbe önátmetszés nélkül.
A gráfelméletben a gráfok egy Mn speciális osztálya szintén Möbiusról kapta a nevét. Ezek egy páros n pontszámú körből származtathatók a szemben fekvő csúcsok összekötésével. Nevét onnan kapta, hogy az M6 = K3,3 kivételével Mn n/2 négyszöget tartalmaz, amelyek egymáshoz csatlakozva Möbius-szalagot formálnak (McSorley 1998). Ezt a gráfosztályt először Richard K. Guy és Frank Harary tanulmányozta (1967).

## Felhasználása

Az újrahasznosítás nemzetközi jelképe Möbius-szalagot formál

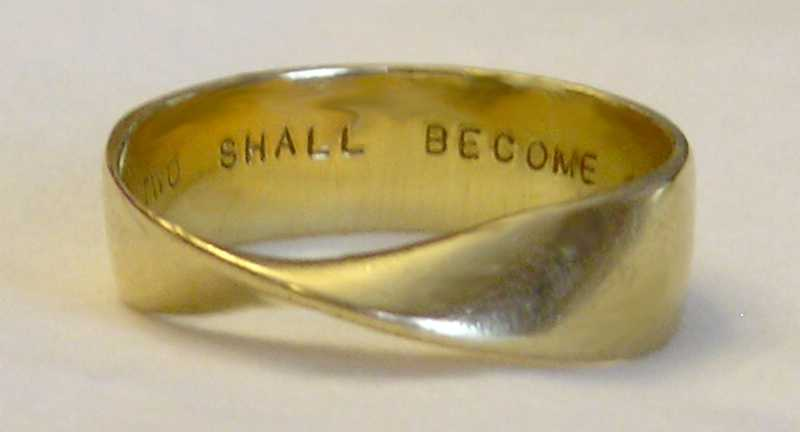
Möbius-szalag alakú jegygyűrű

- Möbius szalagokat használtak szállítószalagnak is (hogy tovább tartsanak, hiszen "mindkét oldaluk" ugyanannyit kopik).
- Magnó-felvételeknél (hogy megkétszerezzék a lejátszási időt).
- Írógépek és nyomtatók szalagjai, hogy kétszer olyan szélesek lehessenek, mint a fej.
- Ellenállásként áramkörökben.
- Magas hőmérsékletű szupravezetőkhöz.[3]
- Molekulamotorként.[4]
- Speciális tulajdonságú molekulacsomóként (knotán [2], kiralitás).
- Aromás vegyületek altípusa, ahol a molekulagyűrű Möbius-szalag módjára csavarodik.
- Nanografit szerkezetekben különleges elektromágneses terekhez, például spirális alakú mágneses terekhez.[5]
- A Föld mágneses tere által foglyul ejtett töltött részecskék Möbius-szalag mentén mozognak.[6]

Ez az ellenállás két vezető réteg között szigetelőanyagot tartalmaz, és úgy van kialakítva, hogy az átfolyó áram két, ellentétes irányban azonos utat jár be, így a gerjesztett elektromágneses terek kioltódnak. Röviden: nincs önindukciója. A bifilláris tekercseléssel létrehozott indukciómentes ellenállások is felfoghatók Möbius-szalagnak.
A Möbius-szalag egy kör rendezetlen pontpárjának a konfigurációs tere. Ebből adódik, hogy a kettőshangzatok tere Möbius-szalag.

## Megjelenése a kultúrában
- Több szobor és grafika készült, amiket a Möbius-szalag ihletett: M. C. Escher számos metszete alapul rajta. Híres képén hangyák másznak körbe egy Möbius-szalag felületén[9]
- A Möbius-szalag alakú jegygyűrűk az egységet szimbolizálják a házasságban.
- A tudományos-fantasztikus irodalom visszatérő eleme. Több történet feltételezi, hogy univerzumunk alakja egy magasabb dimenzióra általánosított Möbius-szalag. Armin Joseph Deutsch A Möbius metró című novellájában a bostoni földalattit egy új vonallal bővítik, és így a pálya Möbius-szalagként funkcionál: a szerelvények kezdenek eltünedezni. A műből film is készült A Moebius-metró (1996) címmel.

- David Lynch Lost Highway – Útvesztőben (1997) című filmjének történetvezetése a Möbius-szalagra hasonlít: a cselekmény pontosan oda tér vissza, ahonnan a film elején elindult.
- A Watch My Dying együttes Moebius című dala a Möbius-szalagra utal.[10]

## Érdekességek a Möbius szalaggal

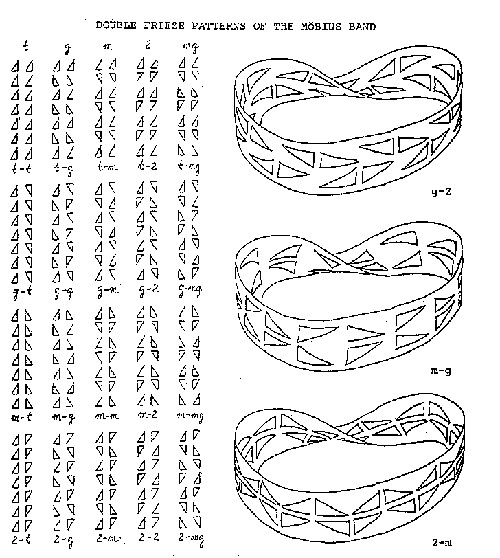
A Möbius-szalagra helyezett kettős frízek néhány esete

A Möbius szalagra frízmintázatok építhetők. Ezek azonban csak olyanok lehetnek, amelyek a csúsztatva tükrözés műveletét (lásd a szimmetria címszónál) tartalmazzák. Ugyancsak felhelyezhetők kettős frízek is a Möbius-szalagra. Ezekből néhányat bemutatunk a mellékelt ábrán.